# Ricky Gervais
Ricky Dene Gervais (/dʒərˈveɪz/; sinh ngày 25 tháng 6 năm 1961) là một diễn viên hài, nhà văn, nhà sản xuất, ca sĩ kiêm nhạc sĩ người Anh Quốc.
Gervais đã thắng bảy giải Điện ảnh Hàn lâm Anh Quốc, năm giải British Comedy, ba giải Quả cầu vàng, hai giải Emmy, một giải Rose d'Or, cùng với một đề cử giải thưởng Nghiệp đoàn Diễn viên Màn ảnh. Trong một cuộc bình chọn của đài BBC năm 2004, ông được xem là người có ảnh hưởng nhiều thứ ba trong văn hóa Anh Quốc. Năm 2010, ông lọt vào danh sách những người có ảnh hưởng nhất thế giới của tờ Time.

## Danh mục sách
- Gervais, Ricky (tháng 3 năm 2005). Flanimals. Putnam Juvenile. ISBN 0399243976.
- Gervais, Ricky (tháng 3 năm 2006). More Flanimals. Putnam Juvenile. ISBN 0399246053.
- Gervais, Ricky (tháng 10 năm 2006). Flanimals of the Deep. Faber Children's Books. ISBN 0571234038.
- Gervais, Ricky (tháng 10 năm 2007). Flanimals: The Day of the Bletchling. Faber Children's Books. ISBN 0571238513.
- Gervais, Ricky (tháng 12 năm 2007). Flanimals: A Complete Natural History. Faber Children's Books. ISBN 0571238505.
- Gervais, Ricky (tháng 3 năm 2010). Flanimals Pop-up. Candlewick. ISBN 0399246053.
- Gervais, Ricky; Merchant, Stephen (tháng 11 năm 2006). Extras: The Illustrated Scripts: Series 1 & 2. Little, Brown Book Group. ISBN 0316030392.
- Gervais, Ricky; Merchant, Stephen (tháng 8 năm 2007). The Office: The Scripts Series 1. BBC Books. ISBN 0563488476.
- Gervais, Ricky; Merchant, Stephen (tháng 8 năm 2007). The Office: The Scripts Series 2. BBC Books. ISBN 0563487410.
- Pilkington, Karl (tháng 9 năm 2006). Ricky Gervais presents: The World of Karl Pilkington. Hachette Books. ISBN 1401303420.

### Phỏng vấn
- Time Magazine (2008). Renaissance Man: Ricky Gervais Lưu trữ ngày 26 tháng 8 năm 2013 tại Wayback Machine by Joel Stein
- The Independent, et al. (2005). Ricky Gervais: My life as a pure superstar
- The Guardian Newspaper, et al. (2005). "Second Coming" by Tim Adams
- Gervais' video interview on Big Think Lưu trữ ngày 19 tháng 6 năm 2010 tại Wayback Machine
- Video interview & acceptance speech of Ricky Gervais winning Sir Peter Ustinov Award for Comedy @2010 Banff World TV Festival